# Susa
För andra betydelser, se Susa (olika betydelser).
Susa (persiska: شوش) är en forntida stad som var huvudstad i det forntida riket Elam. Susa är beläget i det som nu är västra Iran, omkring 20 mil norr om Persiska viken, på slättlandet sydväst om bergskedjan Zagros, norr om Basra i Irak. Susa ligger vid floden Kercha som drar med sig lera från Zagros vilket gör regionen där Susa ligger mycket bördig.
Susa är en av världens absolut äldsta städer och har genom historien erövrats, förstörts och byggts upp igen flera gånger. Staden nämns i Bibeln.
Susa blev 2015 listat av Unesco som kulturellt världsarv. Den moderna iranska staden Shush är idag belägen vid den plats där Susa låg.

## Historia
Med sin långa historia är Susa en av världens äldsta städer och har varit kontinuerligt bebodd sedan omkring år 4200 f.Kr. (eller till och med 5000 f.Kr.) och kallades ursprungligen Susan eller Susun.
Ungefär år 1160 f.Kr. blir Susa huvudstad för riket Elam. Den assyriska kungen Ashurbanipal (r. 668-627 f.Kr.) totalförstörde Susa på  640-talet f.Kr., men staden återuppbyggdes för att senare igen bli erövrad 538 f.Kr. av den persiska kungen Kyros II. Kyros II:s son Kambyses II (r. 530–522 f.Kr.) gjorde Susa till den persiska dynastin Akemenidernas  huvudstad.
Dareios I "den store" (r. 521–486 f.Kr.) återuppbyggde, renoverade och uppförde stora monumentala byggnadsverk och palats i Susa, såsom Dareios den stores palats Under tiden för Artaxerxes I (r. 464–423 f.Kr.) förstördes mycket av Susa av en brand, men Artaxerxes II (r. 404–358 f.Kr.) återuppbyggde staden med flera monument som har beskrivits för sin enastående prakt.
Alexander den store erövrade Susa utan strid år 331 f.Kr. och år 324 f.Kr. hölls Susabröllopet då Alexander den store gifte sig med Stateira III (dotter till Darius III) i Susa. År 116 erövrades Susa av romarna, men de lyckades inte behålla makten.
Susa förstördes av muslimska arméer år 638 av kalif Umar ibn al-Khattab för att åter igen bli återuppbyggd. På 1200-talet blev staden slutligen totalförstörd av invaderande mongoler, och därefter övergavs staden.

### Omnämnd i Bibeln
Det finns många bibliska kopplingar till Susa. Den bibliska profeten Daniel ligger begravd i Daniels grav i Susa och Esters bok (1:5) i Gamla Testamentet utspelar sig i Susa och handlar om kung Xerxes I (regeringstid 486-465 f.Kr.):
Som avslutning gav kungen under sju dagar ett gästabud för alla på borgen i Susa, från den högste till den lägste. Festen ägde rum på den öppna platsen i slottsträdgården.

## Lämningar
År 1840 (eller 1850) upptäcktes lämningarna av Susa. Stadens ruiner grävdes ut under flera omgångar med start år 1851, 1884, 1897 1946 och 1969.
Akemenidernas version av Susa upptog 120 hektar (1 200 000 m2) och var omsluten av en sluttande vallgrav med 10–15 m höga vallar. Ingen stadsmur har hittats, så vallarna var sannolikt tillräckligt som skydd. Susa är uppbyggt på fyra kullar:
- en med en citadell
- den andra med Dareios den stores palats
- på den tredje fanns de centrala stadskvarteren
- på den fjärde var bostäder[7]

1 600 lertavlor med Protoelamitisk bildskrift från ca 3000 f.Kr har grävts ut i Susa. Dessa innehåller bland annat det äldsta dokumenterade räknesystemet med basen 10. Under 1100-talet f.Kr. erövrade elamiterna Babylon, och efter det fördes många kulturskatter såsom Hammurabis lagar och många kudurrun tillhörande Babylons kung Meli-Shipak II till Susa, där det hittades 1902 av franska arkeologer.
Dareios den stores palats är den mest utmärkande byggnaden bland Susas ruiner. Palatset, som ligger i nordöstra delen av Susa, byggdes ursprungligen av kung Dareios I "den store" (r. 521–486 f.Kr.) och av hans son kung Xerxes I (r. 486-465 f.Kr.). År 404 f.Kr. fortsatte även Artaxerxes II (r. 404–358 f.Kr.) att bygga vidare på palatset, och han byggde även ett annat palats en bit västerut.

### Galleri

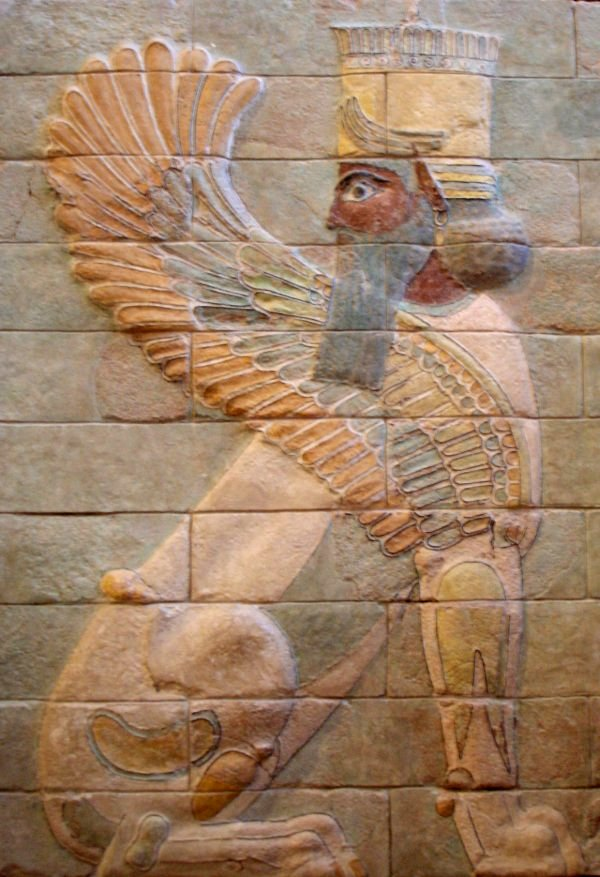
Bevingad sfinx från Dareios I:s palats i Susa.
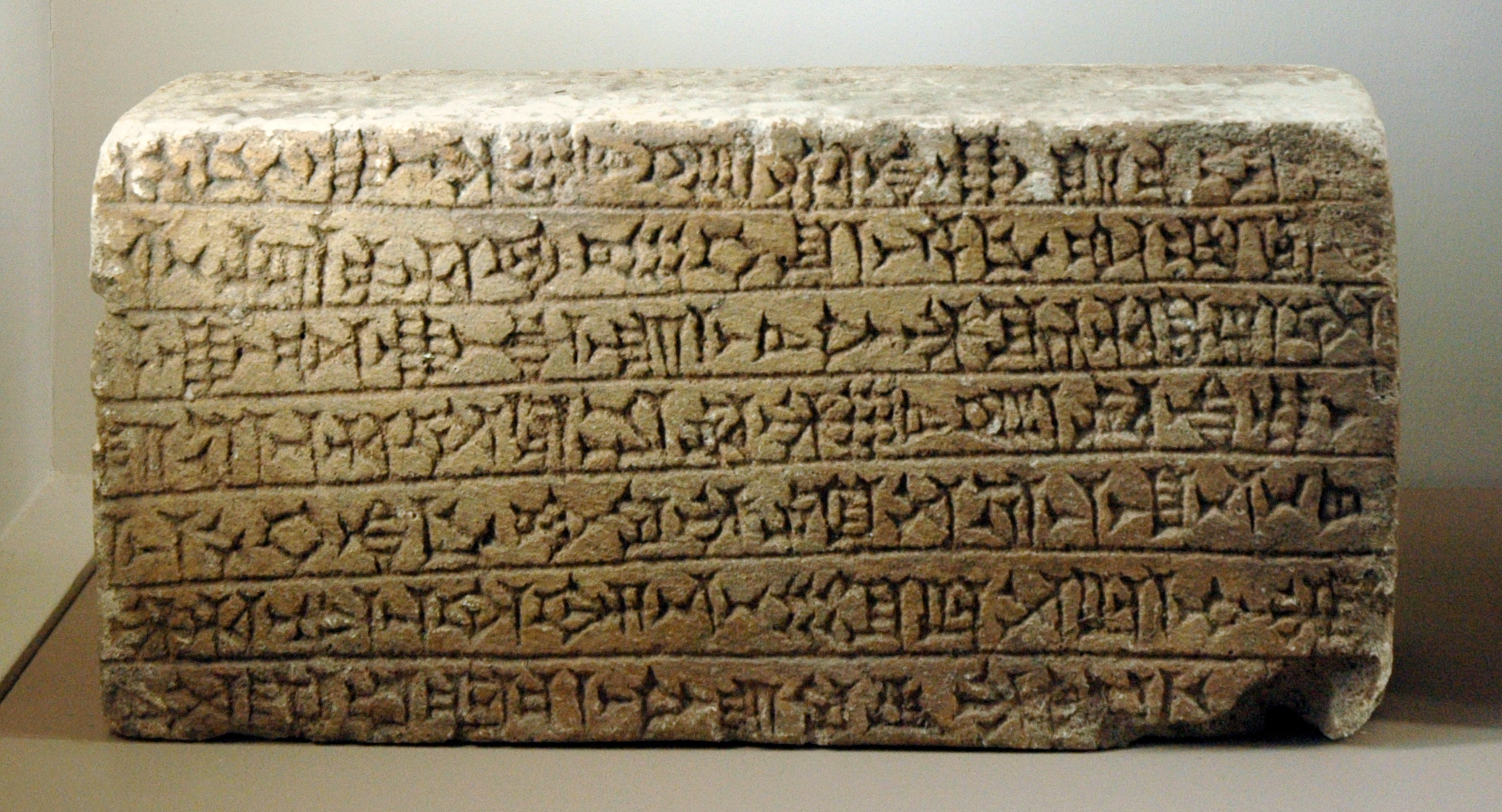
Elamitisk inskrift från Susa cirka 1140 f.Kr.
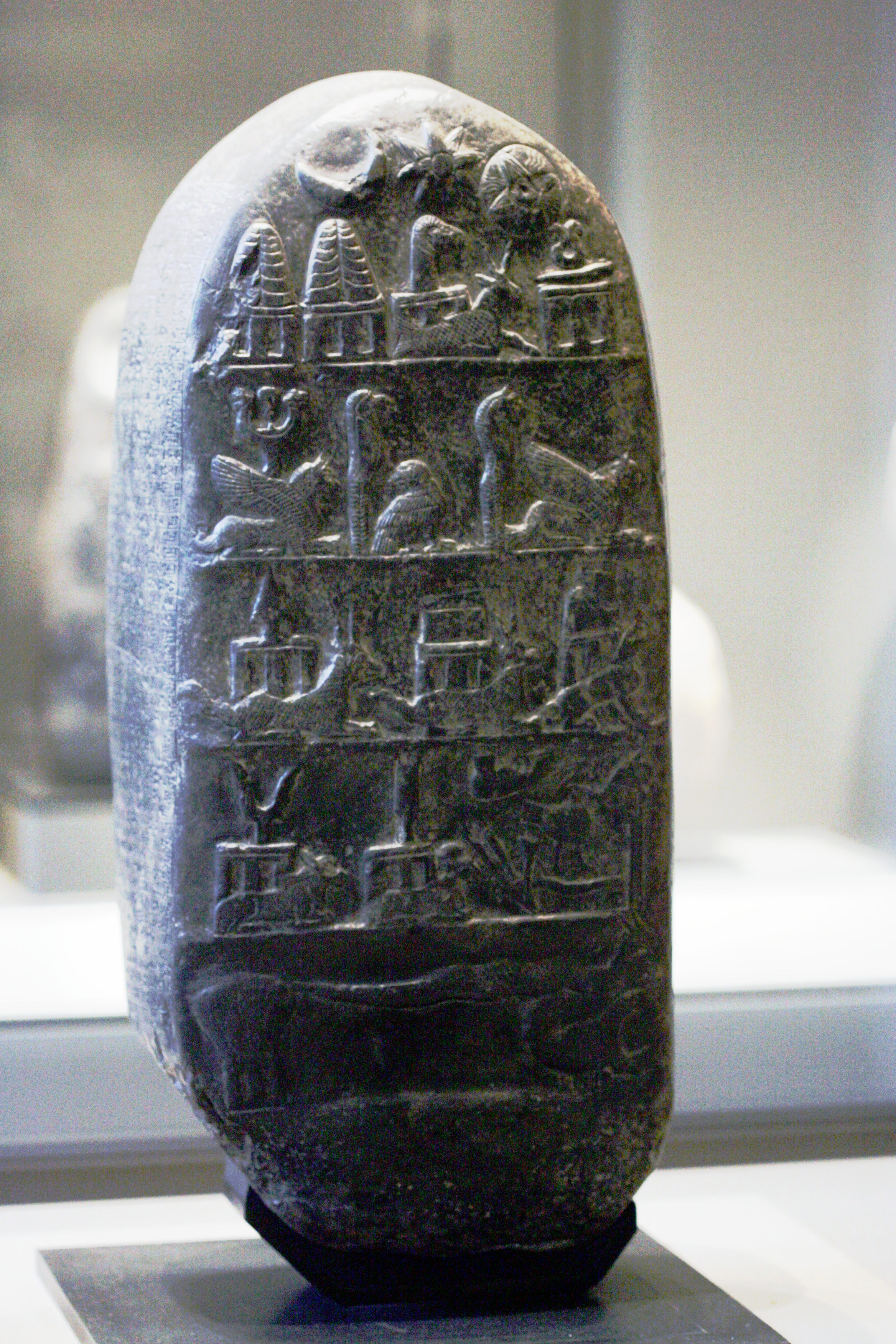
Kudurru av Babylons kung Meli-Shipak II som ger land till Marduk-apal-iddina I. Upphittad i Susa 1902.
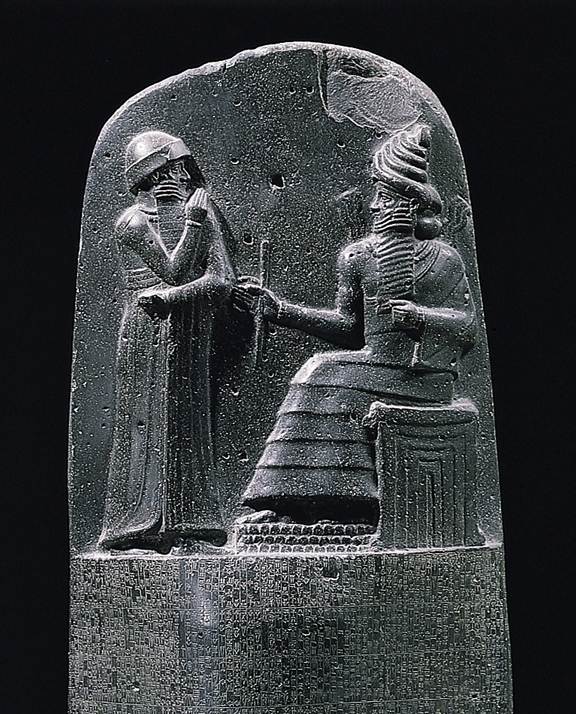
Övre delen av Hammurabis lagar som hittades 1902 i Susa.
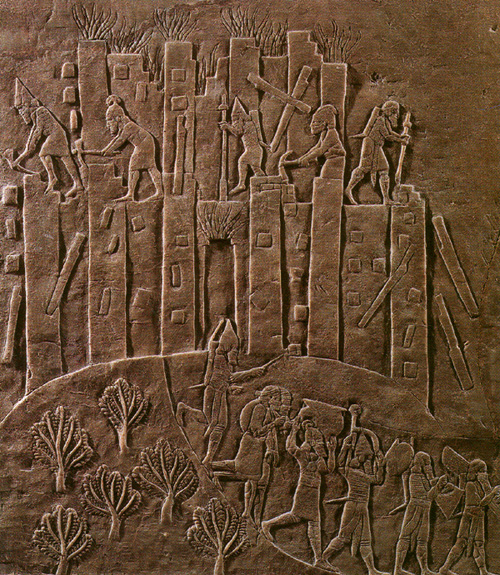
En stenrelief visande assyriernas plundring av Susa 649 f.Kr.
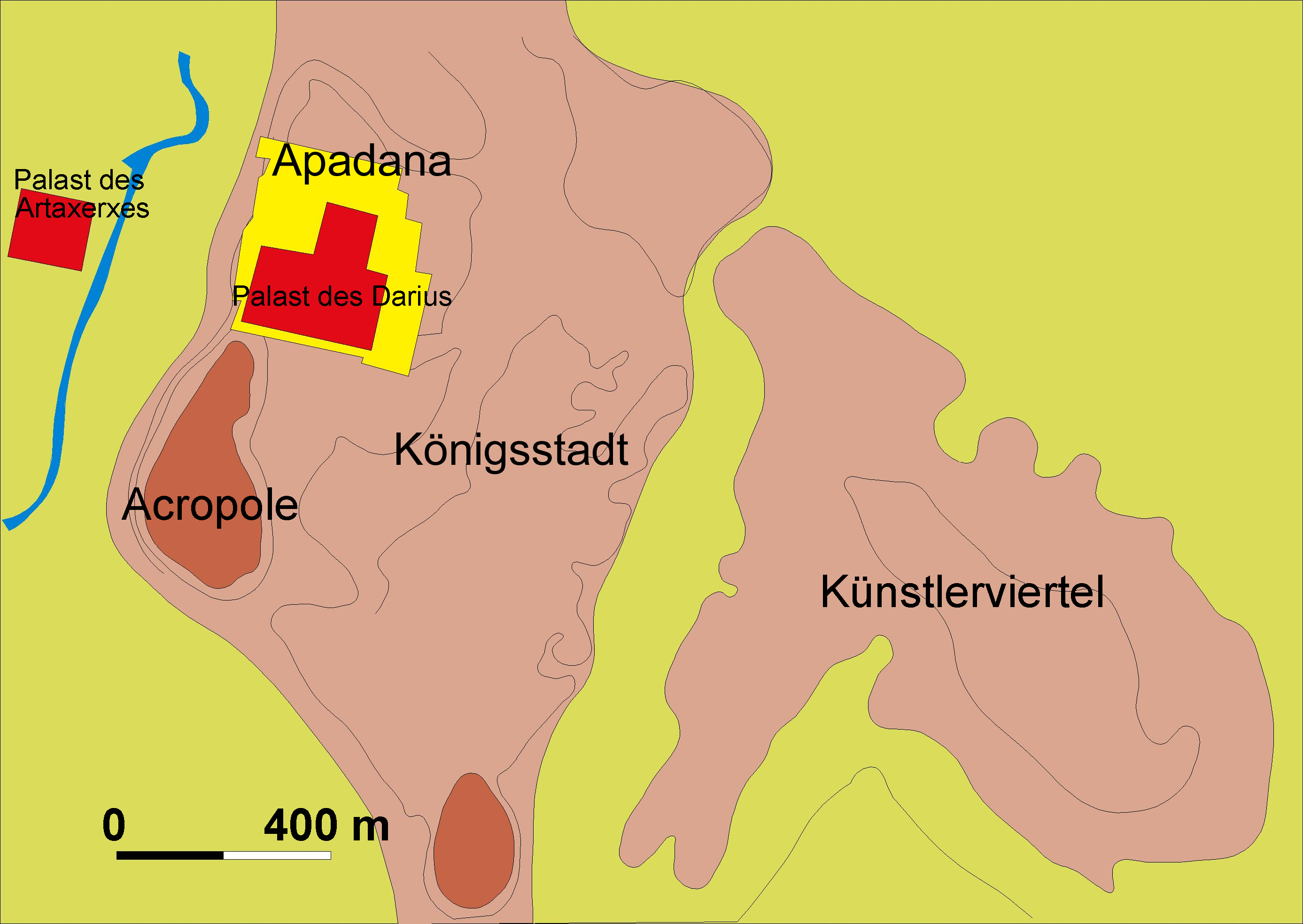
Karta över det arkeologiska området som visar Dareios den stores palats.
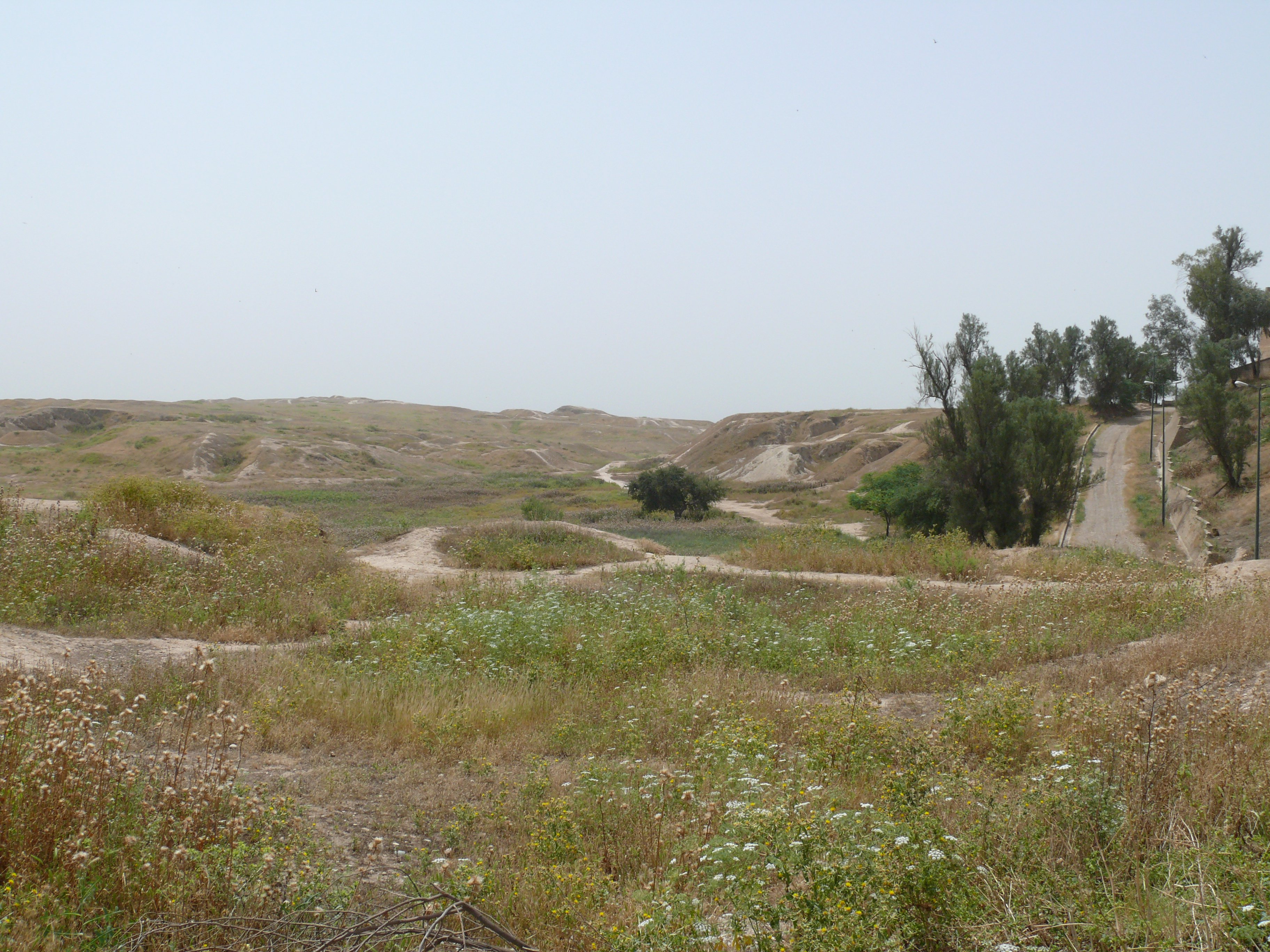
Kullen för den kungliga staden syns till vänster.
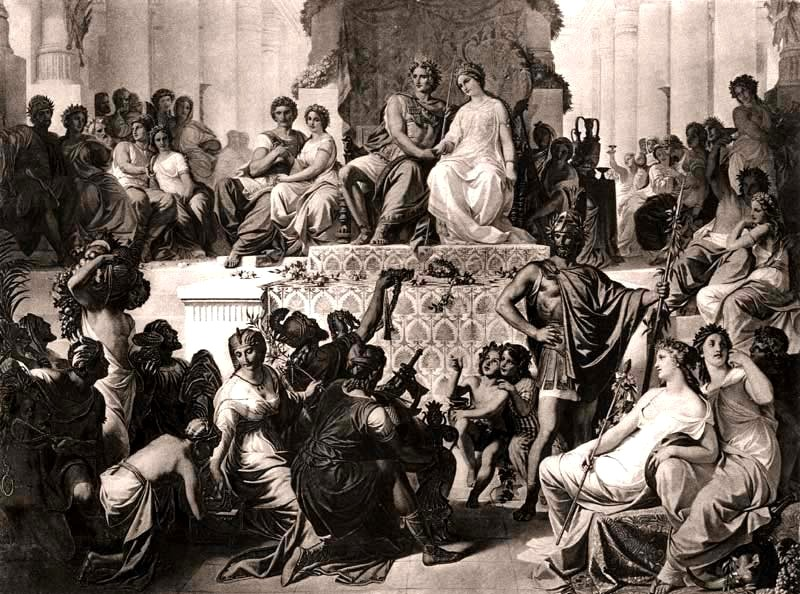
Alexander den stores bröllop i Susa 324 f.Kr..
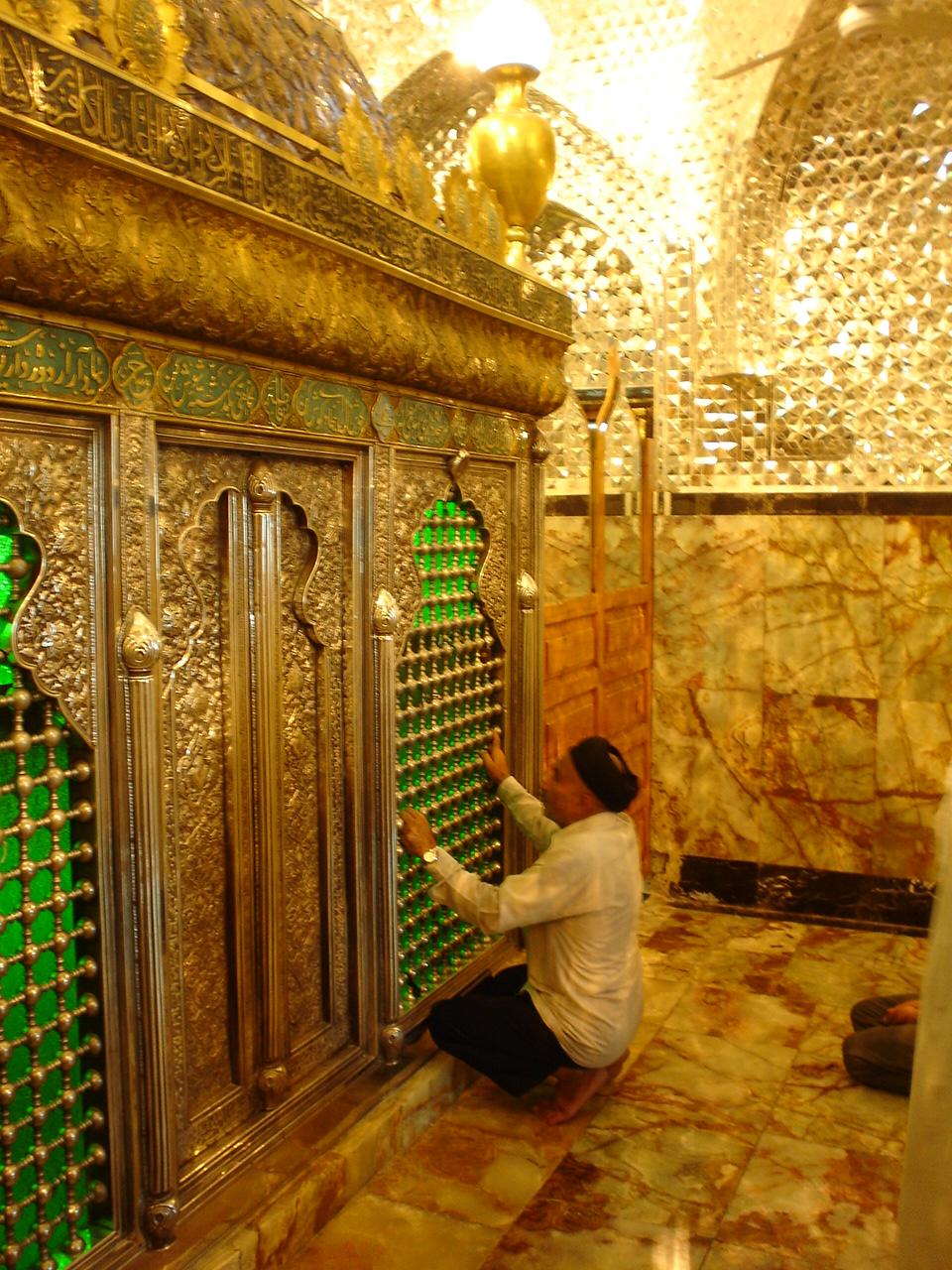
Daniels grav i Susa.
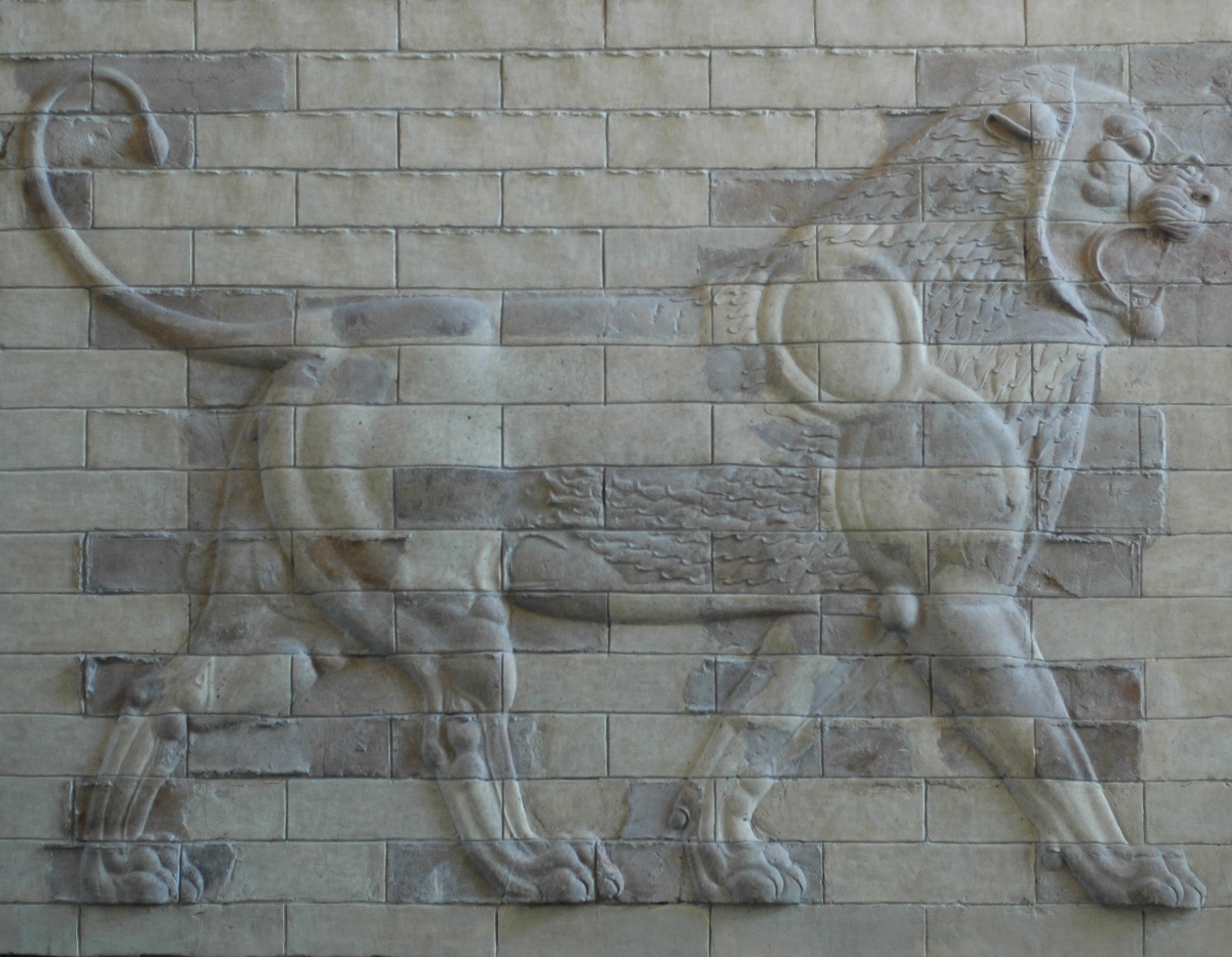
Utsmyckning från Dareios den stores palats